# 黒木親実
黒木 親実（くろき ちかざね）は、室町時代から戦国時代にかけての武将。大友氏の家臣。
黒木氏は筑後国の大身で筑後十五城の一つ。
親実の代以前は肥後国の菊池氏に仕えていた。寛正6年（1465年）、父（一説には祖父）・黒木之実ら筑後や肥後の国人衆は筑後守護であった菊池氏に代わり、新たに筑後守護となった大友親繁に反発するも、大友方の来襲を受ける。菊池為邦は弟為安を救援に送るが菊池・筑後国人衆はあえなく敗北、之実も敗死した。祖父・為実は菊池能運の代まで存命で、 文亀元年（1501年）に能運の大叔父・宇土為光が反乱を起こした際に敗死したとされる（ただし、為実は応永14年（1407年）生誕なので、文亀元年（1501年）に死去したとすると当時にしても相当の長寿となってしまう。従って、続柄などについては疑問点も多い。）。
黒木氏の中では早くから大友氏の麾下に属し、当時の大友氏当主・親繁から偏諱を賜って繁実と名乗る。この間に起きた応仁の乱（1467年～）に際しても、大友氏に従って参戦している。次代政親にも仕え偏諱を受け親実に改名している（嫡男・康実も大友義右、義鑑から偏諱を賜っている。）。
祖父・為実が死去したとされる文亀元年（1501年）まで菊池氏の麾下であったことや、のちに曾孫黒木家永やその叔父・実連が大友義鎮（宗麟）に降伏したとする史実もあることから、一族全てが大友氏に属していたというわけではないようだが、家永らの降伏後は完全に大友氏に忠誠を誓うようになっている。以後のことは黒木家永の項を参照。